# Catocala nigrimedia
Catocala nigrimedia là một loài bướm đêm trong họ Erebidae.